# Genetta maculata
La jineta manchada (Genetta maculata) es una especie de mamífero carnívoro de la familia Viverridae. Habita amplias zonas del África central y del sureste. Dentro del género Genetta estamos ante una de sus especies más extendidas.
Es habitual encontrar a ejemplares domesticados en aldeas o granjas con el fin de combatir plagas de roedores y en algunas ocasiones son capturados y vendidos como animales de compañía principalmente en Europa.[cita requerida]